# Авторский лист
Авторский лист — используемая в России и постсоветских странах единица измерения объёма литературного произведения, созданного автором либо обработанного переводчиком, редактором или корректором.

## Описание

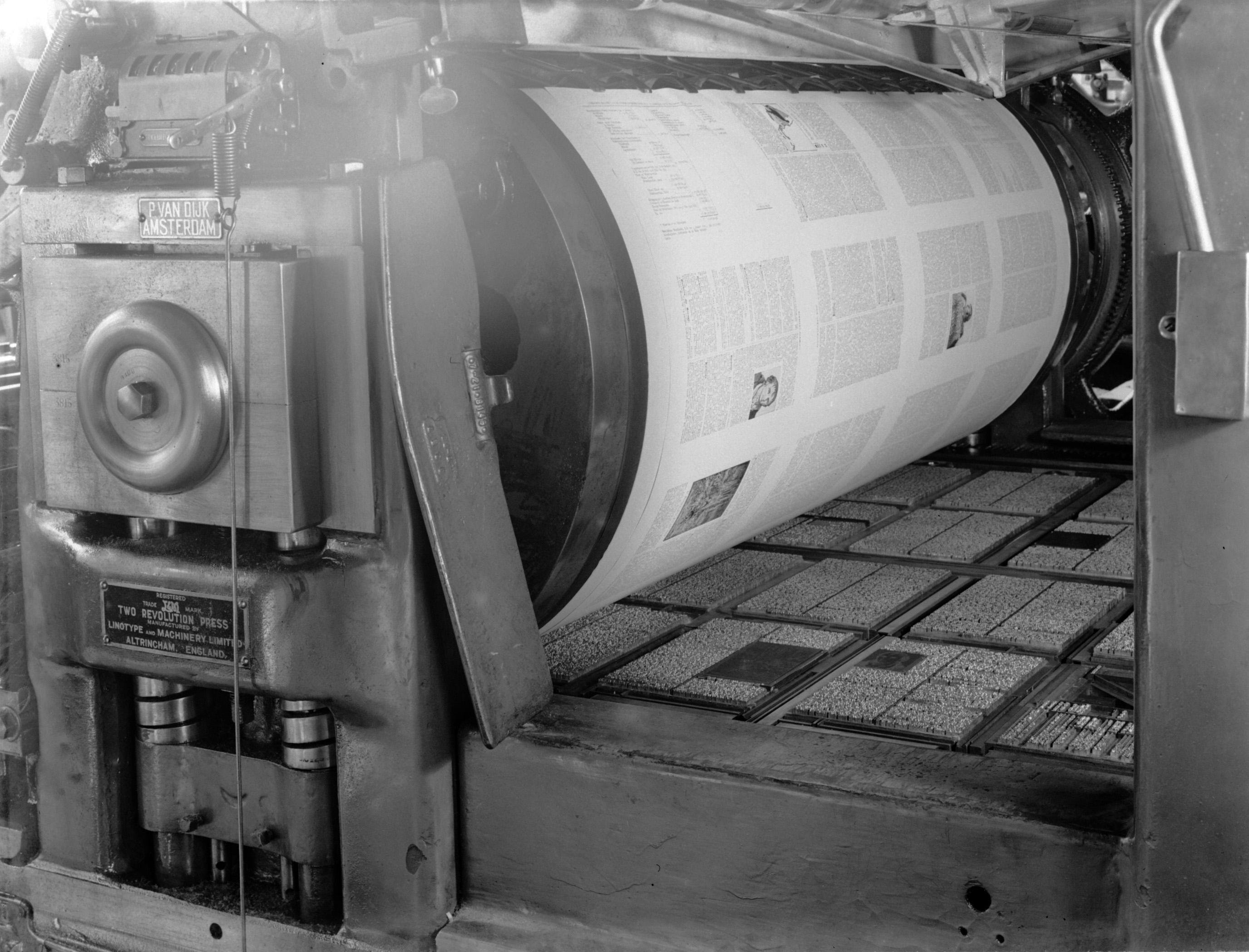
Печать

В СССР и Российской Федерации учётный авторский лист равен 40 000 печатных знаков (включая знаки препинания, цифры и пробелы между словами и до полей), или 700 строкам стихотворного текста, или 3000 см² воспроизведённого авторского иллюстрационного материала (графиков, рисунков, таблиц). Авторский лист составляет основу специальной системы подсчёта для определения объёма подготовленных к изданию рукописей и опубликованных работ.
Как правило, один авторский лист составляет примерно 22—23 машинописные страницы на русском языке при стандартном заполнении или 10—12 напечатанных с помощью компьютерной техники (принтер) либо набранных и отображаемых в текстовом редакторе. 
Также для измерения количественных параметров издания используется термин учётно-издательский лист, равный авторскому листу. Для учёта объёма издания, которое автор подаёт в издательство, используется понятие «авторский лист», а для учёта объёма издания перед печатью тиража — учётно-издательский лист.
Для непосредственного пересчёта и сопоставления объёмов изданий разных форматов используют печатные и условные печатные листы. После выпуска тиража листаж издания измеряют в специальных листах-оттисках.